# Anastatus borsanii
Anastatus borsanii är en stekelart som beskrevs av Blanchard 1951. Anastatus borsanii ingår i släktet Anastatus och familjen hoppglanssteklar. Inga underarter finns listade i Catalogue of Life.